# Sênmônoŭrôm
Sênmônoŭrôm (engelska: Sen Moronom, Senmonorom, franska: Sen Monorom) är en provinshuvudstad i Kambodja.   Den ligger i provinsen Mondolkiri, i den östra delen av landet, 270 km öster om huvudstaden Phnom Penh. Sênmônoŭrôm ligger 678 meter över havet och antalet invånare är 7 944.
Terrängen runt Sênmônoŭrôm är kuperad åt nordväst, men åt sydost är den platt. Runt Sênmônoŭrôm är det mycket glesbefolkat, med 2 invånare per kvadratkilometer. Det finns inga andra samhällen i närheten. I omgivningarna runt Sênmônoŭrôm växer huvudsakligen savannskog.